# Breitenthal (Baviera)
Breitenthal è un comune tedesco di 1 256 abitanti, situato nel land della Baviera.